# Lewis Lockwood
Lewis H. Lockwood (New York, 16 dicembre 1930) è un compositore e musicologo statunitense specializzato nello studio della musica del rinascimento italiano e della vita e opera di Ludwig van Beethoven.Joseph Kerman lo ha definito "un importante studioso di musica della generazione del dopoguerra, e la massima autorità americana su Beethoven".

## Biografia
Nato a New York nel dicembre 1930, Lockwood ha ivi frequentato la High School of Music and Art. Frequenta il corso di laurea al Queens College, avendo come mentore il noto studioso del Rinascimento Edward Lowinsky. Prosegue con il corso di laurea magistrale alla Princeton University nei primi anni '50, con Oliver Strunk, Arthur Mendel e Nino Pirrotta. Ottenuta una borsa di studio Fulbright in Italia per l'anno accademico 1955-56, ha conseguito il dottorato in musicologia a Princeton con una dissertazione sul compositore italiano del XVI secolo Vincenzo Ruffo, la cui musica sacra mostra l'influenza diretta dell'estetica della Controriforma. Lockwood è anche violoncellista, avendo studiato prima con Albin Antosch e poi con Lucien Laporte, violoncello del Paganini Quartet; è tuttora attivo come camerista.
Dopo aver prestato servizio nell'esercito degli Stati Uniti nel 1956-58, dove suonava come violoncellista nella Seventh Army Symphony, Lockwood ha insegnato all'Università di Princeton dal 1958 al 1980 e all'Università di Harvard dal 1980 al 2002. Dopo il suo ritiro da Harvard nel 2002 è stato nominato professore onorario alla Boston University ed è attualmente co-direttore del Boston University Center for Beethoven Research. Ha curato il Journal of the American Musicological Society dal 1964 al 1967 ed è stato presidente della American Musicological Society dal 1987 al 1988.
La ricerca di Lockwood si concentrò dapprima su questioni di stile e genere nella storia della musica italiana, tra cui la ridefinizione del termine d'uso comune "messa parodistica" e argomenti correlati. Negli anni successivi si dedicò allo studio di un unico grande centro musicale del Rinascimento, la Ferrara del Quattrocento, e svolse ampie ricerche archivistiche che sfociarono nella sua pubblicazione più importante, Music in Renaissance Ferrara, 1400-1505 (1984). Quest'opera è uno studio completo della musica prodotta presso la corte estense, dei musicisti in essa operanti, e del mecenatismo tramite il quale la dinastia estense rese la propria corte un importante centro musicale. Nel suo lavoro successivo, su Beethoven, Lockwood è stato particolarmente apprezzato per la ricerca eseguita sui manoscritti, in particolare sugli schizzi e sugli autografi di Beethoven, ma anche per aver proposto visioni di studio più ampie.
Le sue prime ricerche su Beethoven riguardavano la composizione del primo movimento della sonata per violoncello op. 69, raro esempio in Beethoven della trasformazione radicale di un movimento in una fase avanzata della sua composizione. Seguirono altri studi simili incentrati sulle fonti. La sua biografia beethoveniana, intitolata Beethoven: The Music and the Life (Norton, 2003), è stata finalista del Premio Pulitzer nella categoria biografia. Successivamente Lockwood pubblicò un libro sui quartetti d'archi, con i membri del Juilliard String Quartet come co-autori, intitolato Inside Beethoven's Quartets (2008). Nel 2013, in collaborazione con Alan Gosman, ha completato sette anni di lavoro sulla prima edizione critica di uno dei più grandi e rivelatori dei tanti album da disegno di Beethoven sopravvissuti. La pubblicazione, Beethoven's "Eroica" Sketchbook, esce nel 2013 per la Illinois University Press. Questa fu seguita da Beethoven's Symphonies: An Artistic Vision (Norton, 2015). L'ultimo libro pubblicato è un'indagine critica sulla storia delle biografie di Beethoven dal 1830 ad oggi, intitolato Beethoven's Lives (2020).

## Vita privata
Lockwood è stato sposato con Doris Hoffmann Lockwood dal 1953 fino alla sua prematura morte nel 1992, e hanno avuto due figli, Daniel Lockwood e Alison Lockwood Cronson. Nel 1997 ha sposato Ava Bry Penman.

## Opere (parziale)
- Beethoven's Symphonies: An Artistic Vision (New York: W.W. Norton, 2015)
- Beethoven's "Eroica" Sketchbook: A Critical Edition: Transcription, Facsimile, Commentary; scritto insieme ad Alan Gosman, 2 voll. (University of Illinois Press, 2013)
- Inside Beethoven's Quartets: History, Performance, Interpretation, scritto insieme al Juilliard String Quartet (Cambridge, MA: Harvard University Press, 2008)
- Beethoven: The Music and the Life (New York: W.W. Norton, 2003; paperback 2005); finalista del Premio Pulitzer categoria biografie; tradotto in otto lingue
- Beethoven: Studies in the Creative Process (Harvard University Press, 1992)
- Music in Renaissance Ferrara, 1400-1505 (Oxford University Press, 1984; ristampa riveduta Oxford University Press, 2008)
- The Counter-Reformation and the Masses of Vincenzo Ruffo (Venezia: Fondazione Giorgio Cini, 1970)

A questo elenco sono da aggiungersi molti articoli e pubblicazioni sul Rinascimento e su Beethoven; inoltre, Lockwood è stato il fondatore dell'annuario Beethoven Forum (1992-2008).

## Riconoscimenti
- Nel 1984, Lockwood è stato eletto membro dell'American Academy of Arts and Sciences
- Nel 2013 è stato eletto membro dell'American Philosophical Society[6]
- Nel 2018 è stato eletto Membro Onorario della Beethoven-Haus Verein a Bonn e nello stesso anno è stato, con Margaret Bent, il co-vincitore del Premio Guido Adler per i suoi contributi nel campo della musicologia.

## Omaggi
- Un festschrift in suo onore è stato pubblicato nel 1996.[7]
- È stato inoltre intitolato in suo onore il Lewis Lockwood Award; il premio viene assegnato ogni anno dalla American Musicological Society a un libro eccezionale che sia stato pubblicato da un musicologo entro dieci anni dal conseguimento del suo dottorato di ricerca.[8]